# Darerca d'Irlanda
Santa Darerca d'Irlanda (fl. IV secolo) era, secondo una tradizione, la sorella di san Patrizio. Visse invece probabilmente una generazione prima di quella a cui appartenne lui, nel IV secolo.

## Agiografia
Le fonti biografiche sono scarse, e si perdono nella leggenda: sarebbe stata madre di diciassette figli, quindici dei quali divenuti poi vescovi.
Figlia di Calphurnius, era secondo alcune versioni sorella di Patrizio (ma questa parentela appare piuttosto improbabile), che venne catturato durante le invasioni barbariche in Bretagna. Darerca e suo padre riuscirono a fuggire in Armorica, trovando riparo presso Conan Meriadoc, vedovo di Sant'Orsola.
Conan sposò Darerca e con lei generò Gradlon, re della Cornovaglia francese, e altri figli maschi, quattro dei quali furono nominati vescovi, secondo la Vita tripartita Sancti Patricii, ovvero San Mel d'Ardagh, San Rioc di Inisboffin, San Muinis di Forgney (nella contea di Longford) e San Maelchu. La coppia ebbe anche due figlie: Santa Eiche di Kilglass e Santa Lalloc di Senlis.
Rimasta vedova, Darerca si unì in matrimonio con Restitutus le Lombard, da cui ebbe San Nectan, San Caradec e altri figli. Dopo la morte fu ella stessa proclamata santa.
Secondo alcuni resoconti, Darerca avrebbe invece sposato dapprima Restitutus e poi Conan.

## Culto
La Chiesa cattolica celebra Darerca il 22 marzo. La santa è patrona dell'isola di Valenza, in Irlanda.